# 성신학원
성신학원은 성신여자대학교 학교법인이다.
1936년 4월 28일 이숙종(李淑鍾)에 의해 서울 종로구 경운동에 있던 태화관에서 성신여학교로 설립되었다. 1944년 서울시 성북구 동선동 지금의 위치로 교사를 이전하였으며, 이듬해 3월 일제의 강요에 의하여 성신여자상업학교로 개편되었다.
광복과 함께 교명을 성신여학교로 환원하고 재단 명칭을 성신학원으로 변경하였다. 1963년성신여자초급대학으로 인가되어 2년제 단기 고등교육을 실시하다가 1965년 4년제 성신여자사범대학으로 개편하였다.